# Gastrotheca griswoldi
Gastrotheca griswoldi és una espècie de granota de la família del hemipràctids. Va ser descrit per Benjamin Shreve el 1941.
És una espècie terrestre de praderies i arbustos de puna seca. És força comú en terres de conreu tradicional. Durant el dia, sel's solen trobar sota les pedres en zones humides. Els ous es desenvolupen en un bossa dorsal de les femelles.
Viu a la regió de Nudo de Pasco als departaments de Pasco, Junín i Huanuco, al centre del Perú, a una altitud de 3000 a 4020 m.
A la Llista Vermella de la UICN és catalogat en la categoria risc mínim d'extincio. El 2018 no s'ha identificat qualsevol amenaça per aquesta espècie.